# NGC 6915
NGC 6915 ist eine Spiralgalaxie vom Hubble-Typ Sab im Sternbild Adler. Sie ist schätzungsweise 260 Millionen Lichtjahre von der Milchstraße entfernt.
Das Objekt wurde am 24. Juli 1863 von Albert Marth entdeckt.